# Ancín
Ancín là một đô thị trong tỉnh và cộng đồng tự trị Navarre, Tây Ban Nha. Đô thị này có diện tích là 8,8 ki-lô-mét vuông, dân số năm 2007 là 360 người.
Đô thị nằm ở độ cao 488 m trên mực nước biển.

## Biến động dân số
| Biến động dân số                                      | Biến động dân số | Biến động dân số | Biến động dân số | Biến động dân số | Biến động dân số | Biến động dân số | Biến động dân số | Biến động dân số | Biến động dân số | Biến động dân số |
| 1996                                                  | 1998             | 1999             | 2000             | 2001             | 2002             | 2003             | 2004             | 2005             | 2006             | 2007             |
| ----------------------------------------------------- | ---------------- | ---------------- | ---------------- | ---------------- | ---------------- | ---------------- | ---------------- | ---------------- | ---------------- | ---------------- |
| 276                                                   | 265              | 274              | 301              | 336              | 382              | 393              | 393              | 387              | 373              | 360              |
| Sources: Ancín et instituto de estadística de navarra |                  |                  |                  |                  |                  |                  |                  |                  |                  |                  |